# Караваево (Татарстан)
Караваево — село в Алексеевском районе Татарстана. Входит в состав Ялкынского сельского поселения.

## География
Находится в западной части Татарстана на расстоянии приблизительно 28 км по прямой на юго-запад от районного центра Алексеевское у речки Актай.

## История
Основано в первой половине XVIII веке. Упоминалось также как Красный Яр и Спасское. Спасская церковь построена была в 1793 году.

## Население
Постоянных жителей было: в 1782 — 355 душ мужского пола, в 1859 — 964, в 1897 — 1230, в 1908 — 1533, в 1920 — 1142, в 1926 — 863, в 1938 — 632, в 1949 — 375, в 1958 — 412, в 1970 — 443, в 1979 — 335, в 1989 — 244, в 2002 — 227 (русские 90 %), 172 — в 2010.